# Rob Peetoom (bedrijf)
Rob Peetoom is een Nederlandse onderneming en familiebedrijf van kappers, visagie- en schoonheidssalons. Het bedrijf heeft dertien salons in Nederland, drie op Bali in Indonesië en een salon in New York. Het hoofdkantoor is gevestigd in de voormalige suikerfabriek, SugarCity te Halfweg.

## Geschiedenis
Na eerst een aantal jaren in Haarlem als kapper in loondienst te hebben gewerkt startte Rob Peetoom in 1969 met zijn eigen kapsalon "Robèrt Coiffures" in Santpoort.
In 1980 opende het bedrijf zijn tweede salon in Haarlem. In 1994 opende de derde salon in Heemstede en werd het 25-jarig jubileum gevierd. Tussen 1999 en 2001 volgde de opening van de salons in Alkmaar, Den Bosch en Amsterdam. De salon in Den Bosch werd gerund door visagist, haarstylist en mede-eigenaar Mari van de Ven, maar is inmiddels volledig naar hem overgegaan. In 2004 werd de salon in Hoorn geopend.
In 2005 werd de Rob Peetoom Foundation opgezet en opende een salon in de Bijenkorf in Amsterdam, die per 1 januari 2019 is gesloten. Daarna volgden respectievelijk de opening van de eerste salons in Utrecht, Rotterdam, Eindhoven en Den Haag. In 2009 vierde het bedrijf zijn 40-jarig bestaan, en werd de tweede vestiging in Utrecht geopend.
In 2011 kwam er een vestiging op Bali. In 2018 zette het bedrijf de stap naar de Verenigde Staten met de opening van een salon in New York.
In 2019 nam Rochelle Peetoom tijdens de viering van het 50-jarig jubileum de taken als CEO over van haar vader.
Twee andere kinderen van oprichter Peetoom zijn ook betrokken in het bedrijf. Zij leiden de salons in Amsterdam en in Brooklyn, New York.

## Trivia
- In het hoofdkantoor, de Rob Peetoom Factory Halfweg, is sinds 2017 de Rob Peetoom Academy gevestigd, dat in 2004 werd opgericht, hier worden de kappers intern opgeleid.[10][11]
- Het bedrijf ontving de Global Salon Business Award.[12]